# Scaptesyle biplaga
Scaptesyle biplaga là một loài bướm đêm thuộc phân họ Arctiinae, họ Erebidae.